# دكوة
دكوة- أو الدكوة هي قرية تقع في قضاء البقاع الغربي، محافظة البقاع، علي ارتفاع حوالي 850 م عن سطح البحر، وعلي مسافة حوالي 57كم من العاصمة بيروت عبر شتورة- المرج- الخيارة، يبلغ مساحة أراضيها حوالي 800 هكتار، وأهم الزراعات بها: الكرمة والأشجار المثمرة والحنطة والحبوب والخضار، وهي تقع على بعد 3 كيلومتر (1.9 ميل) جنوب غرب مجدل عنجر في لبنان، يسكنها رعاة ومزارعين. أصل أسمها يعود لجمع كلمة سريانية تعني "المكان والموضع والمقام" ، وهناك من يقترح أن يكون أصلها " دوكايا" السامية بمعنى " التطهير والتقديس، وفي الحالتين يكون اسم القرية قديم وينم على أنها قد عرفت نشاطا حضارياً في الحقبة الوثنية.، وتضم القرية موقعاً كبيراً عائداً للعصر الحجري، كما تضم أيضاً بقايا معبد يعود للفترة الرومانية.

## موقع العصر الحجري الحديث
يوجد موقع أثري من العصر الحجري الحديث على بعد 700 متر (2,300 قدم) شمال غرب القرية حيث وجدت مواد تعود للعصر الحجري الحديث مثل الصوان والفؤوس تم العثور عليها جنبا إلى جنب مع كميات كبيرة من مواد تعود للعصر الحجري القديم.

## المعبد الروماني
توجد خلف القرية أطلال معبد يعود للفترة الرومانية، وليس ثمة معلومات عن هوية الإله الذي شيد علي اسمه، ولذلك يطلق عليه معبد الدكوة نسبة إلي البلدة. وهو يعد من أهم المعالم السياحية والأثرية في البقاع الغربي، نظراً لهندسته الفريدة فهو بدون سقف ولا يزال يحتفظ بفناء مركزي ورواق أمامي يتكون من ثلاثة أعمدة، من أصل أربعة وباب صغير من الجهة الجنوبيّة الغربيّة، وبجدر انه مع كامل حجارتها الضّخمة. أمّا تيجانه فهي مزخرفة بطريقة فريدة وقد تم تحويل المعبد لاحقًا إلى كنيسة، وكنيسة صغيرة يمكن الوصول اليها عن طريق فتحة في الحائط الغربي، وهناك طريق تؤدي من المعبد إلى مقبرة قديمة مع المقابر والتابوت. وقد أشار عالم الآثار الإنجليزي جورج تايلور(1851- 1861م) إلى أن المعبد وضع محاذاة إلى الجنوب الغربي وصنفه على أنه معبد Prostylos. وهو مصطلح معماريّ، يدلّ على أنّ المعبد المذكور هو من المعابد الّتي تتميّز بصفّ من الأعمدة في الجزء الأماميّ (خاصة اليونانيّة والرومانيّة)،وأشار إلى أن زخرفة النافذة والكورنيش وتاج العمود تظهر تصميمًا فريدًا في لبنان.

## عائلات الدكوة
غالبية العائلات التي تسكن بلدة الدكوة من المسيحين، والتي تمثل نسبة 70% تقريباً من عائلات البلدة، من طوائف: الأرمن الأرثوذكس، والروم الأرثوذكس، والروم الكاثوليك ، والسريان الأرثوذكس، والمارونة، أما العئلات المسلمة فتمثل حوالي 30% من نسبة العائلات من طائفتي: الشيعة والسنة، اما عن أهم أسماء العائلات في الدكوة فهي: العسكر، العسكري، ابو عني، حسين، صوفيا، عنتر، فاضل، عازر، بوعني، الخضر، الغجر، الأسعد، الخفيلي، شاهين، نخلة، وارطان، أحمد، عازار، ابو طه، الصباغ، حداد.

## روابط خارجية
- صورة للمعبد في www.lebanon.com
- دكوه على ikamalebanon.com
- صورة لمعبد الدكوة على موقع الجامعة الأمريكية في بيروت
- صورة لمعبد الدكوة على موقع الجامعة الأمريكية في بيروت
- داكوه على لوكاليبان